# パズル (1998年の映画)
『パズル』（原題: Charades）は、1998年のアメリカ合衆国の映画。

## キャスト
- C・トーマス・ハウエル
- エリカ・エレニアック
- ジェームズ・ワイルダー
- キンバリー・ケイツ
- ジャック・スカリア
- カレン・ブラック
- ジェームズ・ルッソ
- リチャード・ヒルマン
- ロバート・フィールズ
- ジェームズ・アンドロニカ